# La Promesse de l'aube (roman)
Pour les articles homonymes, voir La Promesse de l'aube.
La Promesse de l’aube est un roman de Romain Gary paru en 1960, largement inspiré de sa relation avec sa mère, Mina Owczyńska. Le livre est adapté au cinéma par Jules Dassin en 1971 et par Éric Barbier en 2017, ainsi qu'au théâtre. L'édition de poche totalise 1,1 million d’exemplaires tirés depuis sa parution en 1973.

## Résumé
Romain Gary fait le récit de son enfance et de sa jeunesse auprès de sa mère, ancienne actrice russe portée par un amour et une foi inconditionnelle en son fils. L'histoire, pleine d'humour et de tendresse, raconte la lutte sans trêve qu'elle mène contre l'adversité, l'énergie extravagante qu'elle déploie pour qu'il connaisse un destin grandiose et les efforts de Romain, qui est prêt à tout pour faire coïncider sa vie « avec le rêve naïf de celle qu'il aime ».
La première partie commence par les rêveries d'un Romain mûr, se rappelant comment par amour pour sa mère, il a décidé de défier la bêtise et la méchanceté du monde. Elle relate ensuite ses années d'enfance dans la ville polonaise de Wilno (aujourd'hui Vilnius). La mère de Romain lui inculque ses rêves de triomphe : il sera un grand homme, admiré et adulé, un grand séducteur, un grand artiste. Ils iront en France, pays qu'elle pare de toutes les vertus. Au cours d'une brève période de prospérité, liée au succès d'une « maison de haute couture de Paris » menée tambour battant par sa mère, il bénéficie d'un train de vie extravagant et d'une kyrielle de professeurs. Sa mère le pousse sans succès dans diverses activités artistiques et lui-même fait tout son possible pour se découvrir des talents. Il commence à écrire (ou plus précisément à se chercher des pseudonymes évocateurs de sa gloire future).  Il révèle qu'il est devenu ce que sa mère prédisait : un écrivain reconnu, un héros de guerre, en évoquant la période désargentée qui avait suivi leur arrivée à Wilno. Sa mère, à sa grande honte, clamait aux voisins ses ambitions, et était abreuvée en retour de quolibets. La faillite de la maison de couture les ramène à des temps difficiles. Ils s'installent à Varsovie, « de passage » avant de retourner vers ce qu'ils considèrent comme leur « vrai » pays, la France. Une humiliation à l'école — il n'a pas réagi alors que sa mère était traitée de « cocotte » — décide de leur départ pour Nice.
Dans la deuxième partie, le narrateur évoque son adolescence à Nice : la mère de Romain, malgré son énergie dans l'adversité, est contrainte de demander de l'aide - on imagine qu'elle s'adresse au père de Romain. Romain se consacre à l'écriture, afin d'atteindre la gloire attendue. Il fait aussi ses premières expériences d'homme, provoquant la fierté de sa mère. Elle trouve finalement la stabilité en devenant gérante de l'Hôtel-Pension Mermonts. L'existence devient heureuse. Romain est gagné par l'angoisse de ne pas réussir à temps à offrir sa victoire à sa mère, quand celle-ci se révèle diabétique, ce qu'elle lui cachait depuis deux années. Malade, vieillie, elle lutte avec force et transmet à son fils sa certitude d'un avenir radieux pour lui. Il part pour Aix, puis pour Paris suivre une licence de droit. En 1938, devient élève-officier de réserve à l’école de l’air de Salon-de-Provence[réf. nécessaire]. Sa promotion est refusée car il est naturalisé de trop fraîche date et il doit alors inventer un mensonge pour éviter à sa mère une trop douloureuse déception. Lorsque la guerre éclate, il part comme simple caporal. Il la revoit en 1940, lors d'une permission, et la laisse très souffrante.
La troisième partie est consacrée aux années de guerre, durant lesquelles il reçoit de sa mère d'innombrables lettres d'encouragement et d'exhortation à la vaillance. Ayant rejoint l’aviation de la France libre, il combat en Grande-Bretagne, en Afrique et imagine souvent son retour victorieux à Nice, qui permettrait à sa mère de vivre la vie qu'elle aurait dû vivre via lui-même. Romain termine la guerre avec le grade de capitaine. Il est fait Compagnon de la Libération, officier de la légion d'honneur. Il publie en 1945 Éducation européenne en Angleterre, qui reçoit un écho favorable et se voit proposer d’entrer dans la diplomatie pour « services exceptionnels ». 
Revenant à Nice à la fin de la guerre, il découvre que sa mère est morte trois ans et demi avant son retour, après avoir chargé une amie de poster au fur et à mesure à son fils les centaines de lettres qu'elle avait écrites pour lui les jours précédant sa mort.

## Analyse
La Promesse de l'aube est avant tout un roman sur l'amour maternel. Selon Romain Gary, « ce livre est d'inspiration autobiographique, mais ce n'est pas une autobiographie ». Le véritable objet du livre n'est pas tant de retracer la vie de l'écrivain que de rendre hommage à sa mère, qui est à ce titre le personnage principal du roman. C'est son amour et son ambition pour son fils qui vont le porter au-delà de tout ce qu'il aurait pu espérer pour lui-même (Gary mènera une carrière militaire et diplomatique sous les honneurs et est le seul écrivain à avoir reçu deux fois le prix Goncourt, dont l'un sous le pseudonyme d'Émile Ajar).
Elle croit en un destin extraordinaire pour son unique fils, nourri de tous ses espoirs déçus d'ex-actrice exilée : « Tu seras un héros, tu seras général… ambassadeur de France ». Cet amour maternel à la fois exubérant et constructeur est le point d'ancrage du livre. Les nombreux contrastes entre les émotions du jeune Gary (à la fois gêné, plein de rancune et de gratitude pour sa mère) et du narrateur adulte (dont le regard rétrospectif et nostalgique est à prendre en compte) font de ce roman un des récits les plus émouvants jamais écrits sur l'amour maternel et la fidélité d'un fils.

## Le titre: thème central du roman
« Avec l'amour maternel, la vie vous fait, à l'aube, une promesse qu'elle ne tient jamais. Chaque fois qu'une femme vous prend dans ses bras et vous serre sur son cœur, ce ne sont plus que des condoléances. On revient toujours gueuler sur la tombe de sa mère comme un chien abandonné. Jamais plus, jamais plus, jamais plus. Des bras adorables se referment autour de votre cou et des lèvres très douces vous parlent d'amour, mais vous êtes au courant. Vous êtes passé à la source très tôt et vous avez tout bu. Lorsque la soif vous reprend, vous avez beau vous jeter de tous côtés, il n'y a plus de puits, il n'y a que des mirages. Vous avez fait, dès la première lueur de l'aube, une étude très serrée de l'amour et vous avez sur vous de la documentation. Je ne dis pas qu'il faille empêcher les mères d'aimer leurs petits. Je dis simplement qu'il vaut mieux que les mères aient encore quelqu'un d'autre à aimer. Si ma mère avait eu un amant, je n'aurais pas passé ma vie à mourir de soif auprès de chaque fontaine. Malheureusement pour moi, je me connais en vrais diamants. »

Cette citation illustre bien la signification du titre de l'œuvre. La promesse est double : c'est celle que la vie a faite à Romain en lui offrant dès son plus jeune âge un amour passionné et inconditionnel : promesse que la vie ne tient pas, puisqu'il ne rencontrera jamais plus une femme capable d'un tel amour. Mais c'est aussi la promesse du fils à la mère : il se doit de remplir ses attentes, en devenant un écrivain célèbre et un diplomate français. Il se consacre pleinement à la réalisation du dessein maternel et finira par devenir à la fois écrivain et Consul Général de France, malheureusement trop tard pour que sa mère puisse le voir.
Cette citation a été reprise dans le film La Tête en friche.

## Éditions

### Éditions imprimées
- édition illustrée par Joann Sfar, Futuropolis / Gallimard, 2014  (ISBN 978-2-7548-1022-7)
- édition Gallimard, 1960[7], 1980 pour l'édition définitive  (ISBN 978-2-07-036373-5)

### Livre audio
- Romain Gary, La Promesse de l'aube, Paris, éd. Gallimard, coll. « Écoutez lire », 25 avril 2014 (ISBN 978-2-07-014418-1)Livre audio ; texte intégral ; narrateur : Hervé Pierre ; support : 2 disques compacts audio MP3 ; durée : 11 h 36 min environ ; référence éditeur : Gallimard A 14418.

## Adaptation

### Au cinéma
Le roman est adapté au cinéma respectivement par Jules Dassin et Éric Barbier sous le même titre en 1970 et en 2017. À la suite de l'adaptation de 2017, les ventes du livre connaissent une forte hausse.

### Au théâtre
L'ouvrage a fait l'objet d'une adaptation théâtrale avec Bruno Abraham-Kremer, Théâtre de l'invisible.